# Un diamant molt calent
Un diamant molt calent (títol original en anglès: The Hot Rock) és una pel·lícula estatunidenca de 1972, dirigida per Peter Yates. Ha estat doblada al català.

## Argument
Uns gàngsters aficionats aconsegueixen un cop fantàstic per l'aire, entre els gratacels. L'objectiu és apoderar-se d'un enorme diamant exposat al museum de Brooklyn, a compte d'un ambaixador africà que reivindica la joia.

## Repartiment
- Robert Redford: John Dortmunder
- George Segal: Andrew Kelp
- Ron Liebman: Stanley Murch
- Paul Sand: Allan Greenberg
- Zero Mostel: Abe Greenberg
- Moses Gunn: Dr.Amusa
- William Redfield: TinentHoover
- Topo Swope
- Charlotte Rae
- Graham P. Jarvis
- Harry Bellaver
- Seth Allen
- Lee Wallace
- Robert Weil
- Lyne Gordon
- Fred Cook
- Grania O’Malley
- Robert Levine
- Mark Dawson
- Gilbert Lewis
- George Bartenieff
- Ed Bernard
- Charles White

## Premis i nominacions
Nominacions
- 1973: Oscar al millor muntatge per Frank P. Keller, Fred W. Berger

## Al voltant de la pel·lícula
Durant l'escena on els quatre malfactors van en helicòpter es poden veure les torres bessones del World Trade Center en construcció.